# 엘라 밸런타인
엘라 밸런타인(Ella Ballentine, 2001년 7월 18일 ~ )은 캐나다의 배우이다.

## 출연 작품
- 더 몬스터 (2016) - 리지 역
- 밀턴스 시크릿 (2016)
- 빨간머리 앤(영어판) (2016)
- 어게인스트 더 와일드 2: 서바이브 더 세렝기티 (2016)
- 다크 앤드 위키드 (2020) - 젊은 처녀 역